# Демонтаж народа
«Демонтаж народа» — общественно-политическая книга российского политолога Сергея Георгиевича Кара-Мурзы, изданная в 2007 году. Книга является одной из публицистических работ автора, к числу которых также относятся книги «Манипуляция сознанием» и «Потерянный разум».
В книге идёт речь о межнациональных отношениях в современной России. Как сообщила пресс-служба издательства «Алгоритм», автор намеренно отказывается от «классового» подхода в изучении общественных явлений, отдавая предпочтение «этническому». По мнению Кара-Мурзы, именно невнимание к «фактору этничности» стало основной причиной распада СССР, и является основной ошибкой в действиях современной российской власти. Презентации книги прошли 19 и 23 октября в двух крупнейших книжных магазинах России — «Молодая гвардия» и «Библио-Глобус». Согласно рейтингу «Коммерсантъ-Деньги», вошла в список 20 самых продаваемых публицистических книг в России в 2008 году.

## Критика
- Иоффе И. Антимарксизм и национальный вопрос: ч. 1 Архивная копия от 11 декабря 2008 на Wayback Machine ч. 2 Архивная копия от 11 декабря 2008 на Wayback Machine (критика книги С. Г. Кара-Мурзы «Демонтаж народа»)